# Az Egyesült Nemzetek Szervezete Biztonsági Tanácsának 2337. számú határozata
Az Egyesült Nemzetek Szervezete Biztonsági Tanácsának 2337. számú határozata az ENSZ BT egy 2017. január 19-én egyhangúlag elfogadott határozata volt. Ebben kifejezték az ECOWAS által nyújtott erőfeszítések iránti támogatásukat, hogy békésen oldják meg a gambiai alkotmányos válságot, és felszólították Gambia elnökét, Yahya Jammeht, hogy mondjon le hatalmáról, és engedje, hogy a megválasztott Adama Barrow zökkenőmentesen vehesse át hivatalát. Emellett kifejezték támogatásukat az Afrikai Unió és az ECOWAS irányában, akik Adama Barrowot fogadták el új elnöknek.

## Előzmények

### A gambiai alkotmányos válság
2016. december 1-én elnökválasztást tartottak Gambiában, melyre a Független Választási Bizottság 2016. novemberben három jelölt indulását fogadta el. Ők Yahya Jammeh, a Hazafias Irányváltás és Fejlődés Szövetsége (APRC), Adama Barrow, a 2016-os Koalíció, és Mama Kandeh, a Gambiai Demokratikus Kongresszus jelöltje voltak.
December 2-án Yahya Jammeh elismerte, hogy kikapott, és a választásokon induló Adama Barrow nyert. December 9-én Yahya Jammeh azonban visszautasította a választási eredményeket, és itt vette kezdetét a gambiai alkotmányos válság. Visszautasította, hogy lemondjon, és ezzel utat engedjen Barrownak az elnökséghez. Azt mondta, hatalmon marad, amíg meg nem szervezik és le nem bonyolítják az új választásokat.

### A határozat háttere
A gambiai helyzet válságossá fajult, és emiatt többek között 46 000 ember elhagyta otthonát, és a szomszédos Szenegálba és Bissau-Guineába menekült. A megválasztott Barrow elnök, saját biztonságát féltve, maga is elmenekült Szenegálba, és még nyolcéves fia temetésére sem tudott haza menni, aki ezalatt az idő alatt hirtelen egy kutyaharapás következtében halt meg. A Szenegálba érkező menekültek több mint 75 százaléka gyermek volt, kísérőik elsősorban nők.
A határozat elfogadásának napján, de még a konkrét lépést megelőzően Barrowot beiktatták Gambia szenegáli nagykövetségén, Dakarban az ország elnökévé.
A határozat nem tartozott azok közé, melyek támogatták volna az ECOWAS gambiai katonai beavatkozását, mely szintén a határozat elfogadásának napján vette kezdetét. Ehelyett az ECOWAS-t arra ösztönözte, hogy próbáljon meg először politikai megoldást találni a folyamatokra. Egy korábbi tervezetben a bizottság más nyelvezetet használt volna, mely szerint „arra érte volna, hogy minden lehetséges eszközt vessen be”, mielőtt a katonai beavatkozás mellett dönt. Azonban a tanács több tagja, így Egyiptom, Bolívia és Oroszország sem értett egyet az erősebb hangütéssel. Sajtóközleményében a Tanács így fogalmazott: „Több felszólaló is […] azt mondta, a határozat nem érinti a Tanács véleményét az esetleges katonai beavatkozásokról”, és pontosan meg is nevezte Egyiptomot és Bolíviát, akik ezt az álláspontot képviselték.
A határozat előtt 2016. december 10-én már elfogadott az ENSZ BT egy egyhangúlag meghozott határozatot, mely ehhez hasonlóan arra szólította fel Jammeht, hogy „vegye figyelembe Gambia népének önálló döntését”, és hagyja, hogy az elnöki poszton Barrow kövesse. December 10-én az ENSZ főtitkára, Pan Gimun is megjelentetett egy sajtóközleményt, melyben döbbenetének adott hangot amiatt, hogy Jammeh visszautasította a választások eredményét. Korábban a főtitkár szorgalmazta a békés választások megtartását, és 2016. december 2-án gratulált a megválasztott Barrow elnöknek.

## A határozat elfogadása
A szavazáson a határozat 15 igen szavazatot kapott, senki sem szavazott ellene, és senki sem maradt attól távol.

## Következmények
A határozat elfogadásának a napján Szenegál, Nigéria és Ghána hadserege – mind az ECOWAS tagállama – összehangoltan együtt dolgoztak, és bejutottak Gambia területére szárazföldi csapatokkal, légi úton, a tengeren pedig blokád alá vették a kijáratait. Ezzel akarták Jammeht távozásra bírni. Gambia hadereje és haditengerészete nem mutaott ellenállást. A Haditengerészet kinyilvánította, hogy Barrowot támogatja, a hadsereg pedig azt monda, mivel a viszály politikai eredetű, ezért ők semlegesek maradnak. Pár óra elteltével és a Casamance-i Demokratikus Mozgalommal Yahya Jammeh szülővárosa, Kanilai mellett folytatott rövid összecsapás után felfüggesztették a harcokat, hogy újabb esélyt adjanak a tárgyalásoknak, melyek végén Jammeh távozik a hatalomból. Két nappal később, 2017. január 21-én Jammeh beleegyezett, hogy lemond, és Egyenlítői Guinea felé elhagyja Gambiát. Áldozatokról nem érkeztek hírek. Nagyjából az ECOWAS 4000, katonája maradt a helyszínen, hogy rendet teremtsenek, felkészüljenek Barrow visszajövetelére, és konszolidálják az elnöki munkáját.